# クシシュトフ・ウルバンスキ
クシシュトフ・ウルバンスキ（ポーランド語: Krzysztof Urbański, 1982年10月17日- ）は、ポーランドの指揮者。

## 略歴
12歳から音楽の勉強を始め、ポーランド・パヴャニツェのミュージックスクールでホルンを専攻する。

ワルシャワのショパン音楽アカデミーで、アントニ・ヴィトの下指揮を学ぶ。クルト・マズアのマスタークラスでも研鑽を積んだ。
- 2007年、ショパン音楽アカデミー卒業の年、第62回プラハの春国際音楽コンクール指揮部門で優勝。
- 2010年から2017年までノルウェー・トロンハイム交響楽団首席指揮者[4]。
- 2011年から2021年までアメリカ・インディアナポリス交響楽団音楽監督[4]。
- 2013年4月から2016年6月まで、東京交響楽団の首席客演指揮者。
- 2014年5月、ベルリン・フィルハーモニー管弦楽団の演奏会にデビュー。
- 2015/2016年シーズンから2021年までNDRエルプフィルハーモニー管弦楽団首席客演指揮者[4]。
- 2015年、クラシック音楽界で目覚ましい活躍をした若手音楽家に贈られる「レナード・バーンスタイン賞」受賞[5]。
- 2015年、出身地ポーランド・パビャニツェの若い芸術家2名に奨学金を授与。[6]
- 2017年3月6日-15日、NDRエルプフィルハーモニー管弦楽団と来日。[7]
- 2022年からスイス・イタリアーナ管弦楽団首席客演指揮者[4]。
- 2024年からワルシャワ・フィルハーモニー管弦楽団音楽監督[8]、ベルン交響楽団首席指揮者。

## エピソードなど
- 元々作曲志望で15歳の時に書いた室内オーケストラのための作品をコンサートで披露するにあたり、テンポを提示する人がいなかったため、自ら持っていた箸で指揮をした際に指揮の面白さを知り、プロの指揮者を志す。幸か不幸かその時自分の作曲した曲は酷いものであり、作曲の才能のなさを思い知った。[9][10]
- 協奏曲を除き、リハーサルも含めすべて暗譜で指揮をする。ページ番号、練習番号、各パート譜まで頭に入っている。[11][12]
- 2011年7月、原発の影響で来日をキャンセルした指揮者の代役としてパシフィック・ミュージック・フェスティバルのため来日。「こういう時期に自分の音楽で日本の人たちを勇気づけられたらと思った」と語る。[13]
- 自国ポーランドの作曲家の作品を積極的に取り上げ、ヴィトルト・ルトスワフスキ、カロル・シマノフスキ、ヴォイチェフ・キラールなどは大事なレパートリーである。
- 2013年、ペンデレツキ生誕80年記念コンサートにおいて、クシシュトフ・ペンデレツキ作曲「広島の犠牲者に捧げる哀歌」を指揮。
- ワルシャワフィルのアシスタントコンダクターとして、キャンセルになった指揮者に代わりイーゴリ・ストラヴィンスキーの春の祭典を指揮した際、ラスト5分の最も難しい変拍子の部分で意識を失い、その後、曲の終わりまでどのように振っていたのか記憶がない。[10]
- 映画音楽をいくつか作曲しており、2007年「Little Holiday Symphony」でThe Grzegorz Fitelberg Nationwide Polish Composition Contestの優秀賞を受賞。
- 天文学、宇宙論、哲学などの科学に興味がある。[10]

## ディスコグラフィー
|     | 発売日        | タイトル                                                 | レーベル            |
| --- | ------------- | -------------------------------------------------------- | ------------------- |
| 1st | 2012年        | Elgar Cello Concerto                                     | TELARC              |
| 2nd | 2016年3月29日 | Lutosławski                                              | Alpha Classics      |
| 3rd | 2016年        | Sol Gabetta live                                         | Sony Classics       |
| 4th | 2017年        | Chopin Works for piano and orchestra                     | Deutsche Grammophon |
| 5th | 2017年        | Dvořák Symphony No.9 “From the New World”, A Hero’s Song | Alpha Classics      |
| 6th | 2017年        | Rachmaninov Piano Concerto No.2, Paganini Rhapsody       | Alpha Classics      |
| 7th | 2018年        | Stravisky Le Sacre du Printemps                          | Alpha Classics      |
| 8th | 2018年        | Shostakovich Symphony No.5                               | Alpha Classics      |

|     | 発売日        | タイトル                          | レーベル       |
| --- | ------------- | --------------------------------- | -------------- |
| 1st | 2014年6月21日 | A Tribute to Krzysztof Penderecki | Accentus Music |